# Team Soho
Team Soho était une société britannique de développement de jeu vidéo basée dans le quartier de Soho à Londres.

## Historique
Filiale de Sony Computer Entertainment, l'entreprise développe principalement sur PlayStation, plusieurs titres sont plébiscités tels Total NBA '97 ou encore Porsche Challenge, cependant suivis par quelques ratés comme Rapid Racer.
Le studio développe The Getaway avant de fusionner avec Studio Camden pour former London Studio en 2001, devenant le plus grand studio de développement interne de la firme japonaise en Europe. Toutefois un label « Team Soho » est conservée pour quelques jeux, et notamment les titres de la série The Getaway. Le dernier jeu publié sous l'entité « Team Soho » est Gangs of London sorti en 2006 sur PlayStation Portable.

## Jeux développés
| Titre                        | Année | Plates-formes        |
| ---------------------------- | ----- | -------------------- |
| Porsche Challenge            | 1997  | PlayStation          |
| Rapid Racer                  | 1997  | PlayStation          |
| Dropship: United Peace Force | 2002  | PlayStation 2        |
| The Getaway                  | 2002  | PlayStation 2        |
| The Getaway: Black Monday    | 2004  | PlayStation 2        |
| Gangs of London              | 2006  | PlayStation Portable |